# Рукометна репрезентација Белорусије
Рукометна репрезентација Белорусије представља Белорусију у међународним такмичењима у рукомету. Налази се под контролом Рукометног савеза Белорусије. Под овим именом репрезентација наступа од 1992. године, а пре тога играчи из Белорусије учествовали су у саставу репрезентације Совјетског Савеза.

## Учешћа репрезентације на међународним такмичењима

### Олимпијске игре
Није учествовала

### Светска првенства
| Година | Коло                                              | Позиција                                          | О                                                 | П                                                 | Н                                                 | И                                                 | ДГ                                                | ПГ                                                |
| ------ | ------------------------------------------------- | ------------------------------------------------- | ------------------------------------------------- | ------------------------------------------------- | ------------------------------------------------- | ------------------------------------------------- | ------------------------------------------------- | ------------------------------------------------- |
| 1993   | Није се квалификовала                             | Није се квалификовала                             | Није се квалификовала                             | Није се квалификовала                             | Није се квалификовала                             | Није се квалификовала                             | Није се квалификовала                             | Није се квалификовала                             |
| 1995   | Утакмица за 9. место                              | 9. место                                          | 9                                                 | 5                                                 | 0                                                 | 4                                                 | 278                                               | 247                                               |
| 1997   | Није се квалификовала                             | Није се квалификовала                             | Није се квалификовала                             | Није се квалификовала                             | Није се квалификовала                             | Није се квалификовала                             | Није се квалификовала                             | Није се квалификовала                             |
| 1999   | Није се квалификовала                             | Није се квалификовала                             | Није се квалификовала                             | Није се квалификовала                             | Није се квалификовала                             | Није се квалификовала                             | Није се квалификовала                             | Није се квалификовала                             |
| 2001   | Није се квалификовала                             | Није се квалификовала                             | Није се квалификовала                             | Није се квалификовала                             | Није се квалификовала                             | Није се квалификовала                             | Није се квалификовала                             | Није се квалификовала                             |
| 2003   | Није се квалификовала                             | Није се квалификовала                             | Није се квалификовала                             | Није се квалификовала                             | Није се квалификовала                             | Није се квалификовала                             | Није се квалификовала                             | Није се квалификовала                             |
| 2005   | Није се квалификовала                             | Није се квалификовала                             | Није се квалификовала                             | Није се квалификовала                             | Није се квалификовала                             | Није се квалификовала                             | Није се квалификовала                             | Није се квалификовала                             |
| 2007   | Није се квалификовала                             | Није се квалификовала                             | Није се квалификовала                             | Није се квалификовала                             | Није се квалификовала                             | Није се квалификовала                             | Није се квалификовала                             | Није се квалификовала                             |
| 2009   | Није се квалификовала                             | Није се квалификовала                             | Није се квалификовала                             | Није се квалификовала                             | Није се квалификовала                             | Није се квалификовала                             | Није се квалификовала                             | Није се квалификовала                             |
| 2011   | Није се квалификовала                             | Није се квалификовала                             | Није се квалификовала                             | Није се квалификовала                             | Није се квалификовала                             | Није се квалификовала                             | Није се квалификовала                             | Није се квалификовала                             |
| 2013   | Осмина финала                                     | 15. место                                         | 6                                                 | 2                                                 | 0                                                 | 4                                                 | 159                                               | 153                                               |
| 2015   | Утакмица за 17. место                             | 18. место                                         | 7                                                 | 2                                                 | 0                                                 | 5                                                 | 215                                               | 216                                               |
| 2017   | Осмина финала                                     | 11. место                                         | 6                                                 | 2                                                 | 0                                                 | 4                                                 | 156                                               | 186                                               |
| 2019   | Није се квалификовала                             | Није се квалификовала                             | Није се квалификовала                             | Није се квалификовала                             | Није се квалификовала                             | Није се квалификовала                             | Није се квалификовала                             | Није се квалификовала                             |
| 2021   | Друга фаза                                        | 17. место                                         | 6                                                 | 2                                                 | 2                                                 | 2                                                 | 171                                               | 162                                               |
| 2023   | Дисквалификована због инвазије Русије на Украјину | Дисквалификована због инвазије Русије на Украјину | Дисквалификована због инвазије Русије на Украјину | Дисквалификована због инвазије Русије на Украјину | Дисквалификована због инвазије Русије на Украјину | Дисквалификована због инвазије Русије на Украјину | Дисквалификована због инвазије Русије на Украјину | Дисквалификована због инвазије Русије на Украјину |
| Укупно | 5/18                                              | —                                                 | 34                                                | 13                                                | 2                                                 | 19                                                | 979                                               | 964                                               |

### Европска првенства
| Година | Коло                  | Позиција              | О                     | П                     | Н                     | И                     | ДГ                    | ПГ                    |
| ------ | --------------------- | --------------------- | --------------------- | --------------------- | --------------------- | --------------------- | --------------------- | --------------------- |
| 1994   | Утакмица за 7. место  | 8. место              | 6                     | 2                     | 0                     | 4                     | 154                   | 177                   |
| 1996   | Није се квалификовала | Није се квалификовала | Није се квалификовала | Није се квалификовала | Није се квалификовала | Није се квалификовала | Није се квалификовала | Није се квалификовала |
| 1998   | Није се квалификовала | Није се квалификовала | Није се квалификовала | Није се квалификовала | Није се квалификовала | Није се квалификовала | Није се квалификовала | Није се квалификовала |
| 2000   | Није се квалификовала | Није се квалификовала | Није се квалификовала | Није се квалификовала | Није се квалификовала | Није се квалификовала | Није се квалификовала | Није се квалификовала |
| 2002   | Није се квалификовала | Није се квалификовала | Није се квалификовала | Није се квалификовала | Није се квалификовала | Није се квалификовала | Није се квалификовала | Није се квалификовала |
| 2004   | Није се квалификовала | Није се квалификовала | Није се квалификовала | Није се квалификовала | Није се квалификовала | Није се квалификовала | Није се квалификовала | Није се квалификовала |
| 2006   | Није се квалификовала | Није се квалификовала | Није се квалификовала | Није се квалификовала | Није се квалификовала | Није се квалификовала | Није се квалификовала | Није се квалификовала |
| 2008   | Прва фаза             | 15. место             | 3                     | 0                     | 0                     | 3                     | 83                    | 101                   |
| 2010   | Није се квалификовала | Није се квалификовала | Није се квалификовала | Није се квалификовала | Није се квалификовала | Није се квалификовала | Није се квалификовала | Није се квалификовала |
| 2012   | Није се квалификовала | Није се квалификовала | Није се квалификовала | Није се квалификовала | Није се квалификовала | Није се квалификовала | Није се квалификовала | Није се квалификовала |
| 2014   | Друга фаза            | 12. место             | 6                     | 1                     | 0                     | 5                     | 159                   | 193                   |
| 2016   | Друга фаза            | 10. место             | 6                     | 2                     | 0                     | 4                     | 167                   | 181                   |
| 2018   | Друга фаза            | 10. место             | 6                     | 2                     | 0                     | 4                     | 155                   | 172                   |
| 2020   | Друга фаза            | 10. место             | 7                     | 3                     | 1                     | 3                     | 209                   | 217                   |
| 2022   | Прва фаза             | 17. место             | 3                     | 1                     | 0                     | 2                     | 78                    | 88                    |
| Укупно | 7/18                  | —                     | 37                    | 11                    | 1                     | 25                    | 1005                  | 1139                  |